# Jenna Haze
Pour les articles homonymes, voir Haze.
Jenna Haze, née le 22 février 1982 à Fullerton, est une actrice, réalisatrice et productrice américaine de films pornographiques.
Démarrant sa carrière en 2001, elle est ensuite sous contrat d'exclusivité avec les studios Jill Kelly Productions entre 2002 et 2005, période durant laquelle elle paraît exclusivement dans des scènes saphistes. Son retour dans des scènes hétérosexuelles a lieu en 2006 avec Jenna Haze Darkside, produit par Jules Jordan, qui rencontre un grand succès.
Elle a remporté de nombreuses récompenses prestigieuses dans le domaine de la pornographie dont celui du Best New Starlet (« meilleur espoir féminin ») aux AVN Awards de 2003 et celui de Female Performer of the Year (« meilleure actrice de l'année ») aux AVN Awards de 2009. Elle arrête sa carrière dans la pornographie en 2012. Elle est considérée comme une des actrices les plus célèbres de son domaine dans les années 2000.

## Biographie

### Jeunesse
Jenna Haze grandit à La Habra (Californie). à cause du divorce de ses parents, elle déménage à Lancaster (Californie) puis à Inver Grove Heights (Minnesota). Elle est la puinée d'une fratrie comprenant deux autres sœurs et un frère. Sa famille est d'origines espagnole, allemande et irlandaise.
Vers l'âge de 15 ans, elle quitte l'école et suit des cours par correspondance avant de trouver son premier travail. Elle exerce ensuite plusieurs emplois temporaires : serveuse dans des fast food, employée préposée à la vidange des voitures, mascotte de Noël dans un magasin de jouets,.
À 18 ans, elle s'essaye au striptease pendant quelque temps. En 2001, alors qu'elle est présente dans une boîte de nuit d'Anaheim, un de ses amis la présente à une de ses connaissances qui connaît l'acteur pornographique Peter North et le réalisateur Craven Moorehead. Elle accepte de participer à un film de Moorehead et interprète sa première scène deux jours plus tard.
Jenna Haze a choisi son nom de scène en priorité en l'honneur de son ami de l'époque qui se faisait appeler « Hayes » et de sa chanson préférée, Purple Haze de Jimi Hendrix,.

### Actrice (2001-2009)
En 2001, la première scène est celle qu'elle interprète pour le film The Oral Adventures of Craven Moorehead 8 avec son agent Slim Shady (surnommé Dez) et Craven Moorehead,,,. Le jour suivant, elle tourne une scène avec Miles Long dans le film Service Animals 4 de Joey Silvera,. Un mois après, elle se met en ménage avec Simon Dope du groupe de nu metal Dope. Ils se sont rencontrés en 2002 sur le plateau de Taste of a Woman, le premier film dans lequel elle est l'actrice principale.
En février 2002, Jenna Haze fait une apparition dans un film de Jill Kelly pour sa propre maison de productions. Au mois d'avril 2002, Jenna Haze signe un contrat d'exclusivité avec Jill Kelly Productions,. Elle souligne que son choix s'explique notamment par lefait que la société soit dirigée également par une femme. Pendant une période de trois ans, elle interprète uniquement des scènes de saphisme,. En 2003, elle reçoit le prix du Meilleur espoir féminin aux AVN Awards de 2003 et sa scène de masturbation dans Big Bottom Sadie est honorée du prix de la Meilleure scène solitaire.
En 2004, elle apparaît dans Pornucopia, un documentaire en six épisodes de la chaîne de télévision HBO traitant de l'industrie du X en Californie.
Jenna Haze travaille en indépendante à partir d'avril 2005 après avoir décidé de ne pas renouveler le contrat qui la lie à JKP, en partie en raison du récent départ de Jill Kelly. Après avoir quitté JKP, Jenna Haze travaille à nouveau avec des acteurs masculins. Jenna Haze Darkside, tournée avec Mr. Marcus et parue en avril 2006, est sa première vidéo hétérosexuelle depuis trois ans en même temps que sa première scène interraciale. Le film est réalisé par Jules Jordan qui est son nouvel amant. Plus tard au cours de cette même année, elle entreprend d'écrire des articles concernant le sexe dans les colonnes de Fox, une revue pornographique.
En 2006, elle se consacre au striptease et est représentée par l'agence Lee Network. Sa première consécration en la matière est sa nomination dans la catégorie « Best Feature Entertainer » aux Night Moves Awards de 2007. La même année, sa filmographie est récompensée aux AVN Awards par le prix de la « Meilleure scène de fellation (vidéo) » et la « Meilleure scène de sexe en groupe (vidéo) » ainsi qu'une nomination pour le prix de la « Meilleure actrice de l'année ». Jenna Haze Oil Orgy, dont elle est l'interprète principale, est le premier film X au format Blu-ray mis sur le marché en avril 2007. Pendant ce temps, le même mois, Premium Multimedia met en ligne son site officiel.
Haze fait une courte apparition dans Superbad, un film conventionnel réalisé en 2007. Elle figure parmi les stars du X dans un album-photos érotique publié au mois de novembre 2007 et intitulé Naked Ambition: An R-Rated Look at an X-Rated Industry. L'édition spéciale de l'album renferme une photographie artistique de l'actrice signée par le photographe Michael Grecco.
La scène que Haze interprète avec Manuel Ferrara pour partenaire dans le film Evil Anal 2 lui rapporte l'AVN Award de la « Meilleure scène de sexe en couple (vidéo) » en janvier 2008. En août 2008, Jenna Haze remporte prix Adult Movie Entertainer of the Year aux 11e Adult Nightclub and Exotic Dancer Awards.

### Productrice et réalisatrice (2009-2012)
Jenna Haze lance sa propre unité de production de films pornographiques en 2009 sous le nom de Jennaration X Studios dont les vidéos sont distribuées par Jules Jordan Video. Haze réalise et interprète ses productions.
Jenna Haze et l'actrice Belladonna sont les présentatrices des AVN Awards qui ont lieu le 10 janvier 2009. Haze y est honorée du prix de la Meilleure actrice de l'année. En 2009, elle fait également une brève apparition dans Crank: High Voltage, un film d'action et d'angoisse où elle tient le rôle d'une manifestante star du X en grève pour l'octroi de subventions de la part du gouvernement américain à l'industrie de la pornographie,.
En 2010, elle apparaît brièvement dans le clip vidéo My Medicine du groupe The Pretty Reckless. On peut également noter une autre apparition, sonore cette fois-ci, alors qu'elle simule l'orgasme entendu au début de la chanson Follow me Down du même groupe. Elle dit également être une proche de la chanteuse du groupe, Taylor Momsen, qu'elle a rencontrée à la suite de discussions initiées par la jeune chanteuse sur les réseaux sociaux.
En 2010, le magazine Complex classe Jenna Haze au seizième rang de sa liste des « 50 plus belles stars du porno de tous les temps ». En 2011, Complex la classe vingtième sur sa liste des « 100 plus belles stars du porno encore en activité ». Elle a également été placée sur la liste annuelle de CNBC de « "The Dirty Dozen" : Les stars les plus populaires du porno » en 2011 et 2012.

### Après la fin de carrière pornographique (depuis 2012)
Le 7 février 2012, Jenna Haze annonce la fin de sa carrière pornographique dans une vidéo Youtube suivie d'un communiqué de presse. Elle y explique qu'elle pourrait poursuivre dans l'industrie pornographique en tant que réalisatrice ou productrice. En 2013, elle cesse également ses activités de productrice et de réalisatrice. Elle déclare à ce sujet : « à chaque fois que je sortais un film, il était disponible sur tous ces sites de streaming en quelques jours ou quelques heures. J'ai dû engager une société anti-piratage pour déposer une injonction ».
En 2014, elle participe à l'enregistrement de la chanson Going To Hell de son amie la chanteuse Taylor Momsen.
En mars 2019, une série de photographies de Jenny Haze nommée Last Dance est publiée dans un zine à l'occasion de l'exposition « Paper Work » à la galerie d'art These Days de Los Angeles.
En juin 2019, elle donne une conférence TEDx sur les dangers de la pornographie sur internet chez les mineurs à l'Université de Hasselt en Belgique.

## Filmographie partielle

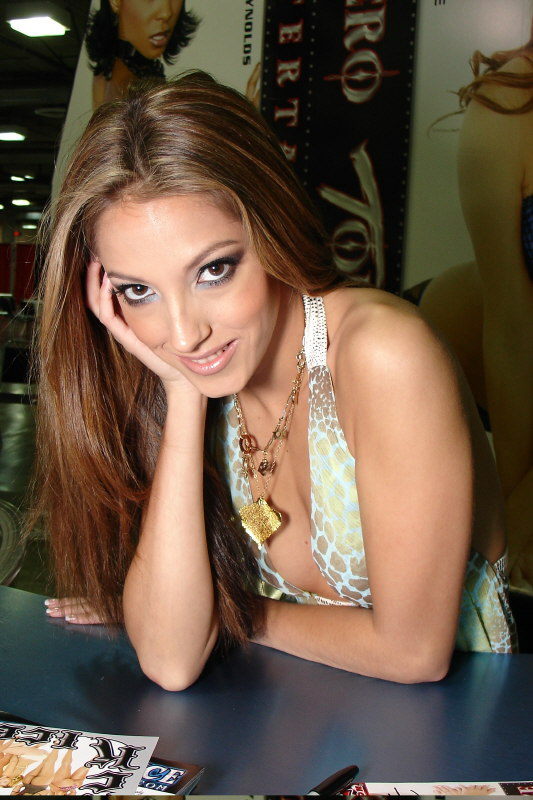
Jenna Haze le 19 janvier 2007.

- Buffy The Vampire Slayer XXX: A Parody (2012)
- Bree Olson Uncovered (2011)
- Best of… Lexi Belle 2 (2010)
- This isn’t Twilight : The XXX Parody (2009)
- Hyper-Tension 2  (2009)
- This Ain't Star Trek XXX (2009)
- Finger Licking Good 5 (2008)
- No Man's Land Girlbang (2007)
- Big Wet Asses 12 (2007)
- Gobble The Goop # 3 (2007)
- Asses Of Face Destruction (2006)
- Fashionistas 2 (2006)
- Flesh Hunter (2006)
- Girls In Pink (2006)
- Girls Love Girls (2006)
- Grand Theft Anal 9 (2006)
- Jenna Haze Dark Side (2006)
- Jenna Haze VS Krystal Steal (2006)
- Anal Princess Diaries (2005) Leah Luv, Hillary Scott…
- Brunettes Deluxxxe (Adam et Ève, 2005)
- Girlvana (2005)
- Cum Buckets 3 (2005)
- Anal Intentions (JKP, 2004)
- 100% Jenna Haze (2003)
- A Cum Sucking Whore Named Kacey, (2003)
- Big Bottom Sadie (2003)
- Club Tropixxx 2 (2003)
- Kick Ass Chicks # 2: Jenna Haze (2003)
- Trained Teens 2 (2003)
- Inferno (2002)
- Raw Sex (2002)
- Service Animals 4 (2002)
- The 4 Finger Club 20 (2002)
- The 4 Finger Club 19 (2001)

## Récompenses
- 2003 : AVN Award - Best New Starlet (Meilleur espoir féminin)[9];
- 2003 : AVN Award - Best Solo Sex Scene (Meilleure scène de masturbation) pour Big Bottom Sadie[9];
- 2006 :  F.A.M.E. Award - Fan Favorite Best Butt (Meilleur postérieur élu par les fans)[34];
- 2007 : AVN Award - Best Oral Sex Scene (Meilleure scène de fellation) pour la vidéo Jenna Haze Darkside[15];
- 2007 : AVN Award - Best Group Sex Scene (Meilleure scène de sexe en groupe) pour la video Fashionistas Safado: The Challenge[15]
- 2007 : CAVR Award - Best Movie Performance (Meilleure interprétation) pour Jenna Haze Darkside;
- 2007 : XRCO Award - Best On-Screen Chemistry (Meilleur rapport sexuel à l'écran) pour Fashionistas Safado: The Challenge[35];
- 2007 : F.A.M.E. Award - Favorite Oral Starlet (Actrice favorite pour les fellations)[36];
- 2008 : AVN Award - Best Couple Sex Scene (Meilleure scène en couple) pour la video Evil Anal 2[20];
- 2008 : XRCO Award - Orgasmic Oralist[37];
- 2008 : F.A.M.E. Award  - Favorite Anal Starlet (Actrice favorite pour la sodomie)[38];
- 2008 : Adult Nightclub and Exotic Dancer Awards for Adult Movie Entertainer of the Year[21]
- 2009 : AVN Award - Female Performer of the Year (Actrice de l'année)[24];
- 2009 : AVN Award - Best Tease Performance (Meilleure allumeuse) pour Pretty As They Cum de Chris Streams[24];
- 2009 : XBIZ Award - Female Performer of the Year (Actrice de l'année)[39];
- 2009 : XRCO Award - Female Performer of the Year (Actrice de l'année)[40];
- 2009 : F.A.M.E. Award - Dirtiest Girl In Porn (La fille la plus salope du X)[41]
- 2009 : F.A.M.E. Award - Favorite Oral Starlet (Actrice favorite pour les fellations)[41];
- 2009 : NightMoves Award for Best Feature Dancer (Choix de l'éditeur)[42];
- 2009 : Hot d'Or - Best American Female Performer (Meilleure actrice américaine)[43];
- 2010 : XRCO Award - Orgasmic Analist[44];
- 2010 : XFANZ Award - Female Star of the Year (Actrice de l'année)[45];
- 2010 : F.A.M.E. Award - Dirtiest Girl In Porn (Actrice la plus salope du X)[46];
- 2010 : F.A.M.E. Award - Favorite Anal Starlet (Actrice favorite pour la sodomie)[46] ;
- 2011 : XRCO Award Orgasmic Oralist[47].
- 2011 : AVN Award Meilleure scène de sexe entre deux femmes pour Meow! (avec Monique Alexander)[48]